# Biləsuvar (rajón)
Biləsuvar je rajón v jižnější části Ázerbájdžánu v blízkosti hranic s Íránem.
Je také znám jako Piləsuvar (Pilesuvar).